# Utifrån-in-processen
Utifrån-in-processen är ett sätt att använda sig av öppen innovation (Open Innovation).

## Inom mjukvaruutveckling
Jämfört med de andra agila mjukvaruutvecklingsmetoderna[källa behövs], har utifrån-in-processen ett speciellt synsätt för att optimera mjukvaruutvecklingen[källa behövs]. Till skillnad från andra metoder, fokuserar utifrån-in-processen på att uppfylla behoven hos intressenterna. Man måste ha en klar förståelse för mål och motivation från sina intressenter. Det slutliga målet är att producera mjukvara som har en hög komsumtionsnivå och uppfyller eller överträffar behoven hos klienten.
Utifrån-in-processen är tänkt att i första hand komplettera den befintliga mjukvaruutvecklingen. Även om det är idealiskt att arbeta i mer flexibla miljöer, är det möjligt att lägga in utifrån-in-processen i vattenfall- eller Six Sigma-metoderna. Utifrån-in-processen är ett sätt att förbättra den befintliga metoden.

## Tillvägagångssätt
Företag eller organisationer använder sig av samarbete med kunskap och kompetens utifrån, dvs utanför företaget eller organisationen, för att stärka innovationen inom företaget eller organisationen.
Samarbetet kan gälla med kunder och/eller leverantörer. Projekt där öppen källkod används är ett exempel på en utifrån-in-process.